# Heinrich XIX. Reuß zu Köstritz
Heinrich XIX. Prinz Reuß zu Köstritz (* 30. August 1848 in Leipzig; † 13. März 1904 auf Schloss Meffersdorf) war ein preußischer Generalleutnant à la suite der Armee und des 2. Garde-Dragoner-Regiments „Kaiserin Alexandra von Rußland“.

## Leben
Heinrich entstammte der Linie Reuß zu Schleiz-Köstritz des regierenden Herrscherhauses Reuß jüngerer Linie. Er war der Sohn von Heinrich II. Reuß zu Köstritz (1803–1852) und dessen Ehefrau Gräfin Clothilde zu Castell-Castell (1821–1860), Tochter des Grafen Friedrich Ludwig zu Castell-Castell. Er hatte zwei Geschwister: Heinrich XVIII. Reuß zu Köstritz (1847–1911) und Heinrich XX. Reuß zu Köstritz van Reichenfels (1852–1884).
Prinz Heinrich XIX. war in verschiedenen Beamten- und Militärfunktionen tätig. Er war aktiver Offizier. Von 1891 bis 1896 war er Kommandeur des 2. Garde-Dragoner-Regiments „Kaiserin Alexandra von Rußland“ und vom 18. Oktober 1900 bis 1. März 1903 war er Kommandeur der 34. Division.

## Familie
Prinz Heinrich XIX. heiratete am 25. Juni 1877 im Schloss Slawentzitz Prinzessin Maria Felicitas von Hohenlohe-Öhringen (* 25. Juli 1849; † 31. Januar 1929), Tochter des Fürsten Hugo zu Hohenlohe-Oehringen und dessen Ehefrau Pauline, geborene Prinzessin von zu Fürstenberg (1829–1900).